# 希利亞德 (阿拉巴馬州)
希利亞德（英語：Hilliard）是位於美國阿拉巴馬州沃克縣的一個非建制地區。該地的面積和人口皆未知。

## 地理
希利亞德的座標為33°51′14″N 87°10′58″W / 33.85389°N 87.18278°W，而該地的平均海拔高度為107米（即351英尺）。